# Herpeperas striata
Herpeperas striata là một loài bướm đêm trong họ Noctuidae.